# Daphoenositta miranda
Trepadeira-preta ou trepadeirinha-preta (Daphoenositta miranda) é uma espécie de ave da família Neosittidae.
Pode ser encontrada nos seguintes países: Indonésia e Papua-Nova Guiné.